# Lièvre des hauts-plateaux éthiopiens
Lepus starcki
Espèce
Statut de conservation UICN

 LC  : Préoccupation mineure
Le lièvre des hauts-plateaux éthiopiens (Lepus starcki) est un mammifère de la famille des Léporidés. Il vit uniquement dans les hautes régions d'Éthiopie : régions dites afro-alpines du Choa, de Bale et d'Arsi. De taille moyenne, son pelage dorsal varie du gris clair au chamois clair, avec des taches et des stries noires, tandis que son pelage ventral est blanc et duveteux. Il est herbivore et consomme principalement l'herbe des landes afro-alpines. Il n'est pas menacé ; l'UICN le classe parmi les espèces de « préoccupation mineure ».